# Боннет Карре Спилуэй
Боннет Карре Спилуэй (англ. Bonnet Carré Spillway) — водосброс в долине реки Миссисипи. Располагается в приходе Сент-Чарльз в штате Луизиана в 19 километрах западнее Нового Орлеана. Водосброс отводит паводковые воды из русла реки Миссисипи в озеро Пончартрейн и оттуда далее в Мексиканский залив. Строительство водосброса было завершено в 1931 году, в ответ на Великое наводнение на Миссисипи 1927 года.